# Rare
Rare Limited conocida desde 1994 hasta 2003 como 
Rareware es una desarrolladora de videojuegos británica y estudio de Xbox Game Studios con sede en Twycross, Leicestershire. Sus juegos abarcan los géneros de plataformas, disparos en primera persona, acción y aventuras, lucha y carreras. Los más populares incluyen las series Battletoads, Donkey Kong y Banjo-Kazooie, así como los títulos GoldenEye 007 (1997), Perfect Dark (2000), Conker's Bad Fur Day (2001), Viva Piñata (2006) y Sea of Thieves (2018).
Tim y Chris Stamper, quienes también fundaron Ultimate Play the Game, establecieron Rare en 1985. Durante sus primeros años, Rare contó con el respaldo de un generoso presupuesto de Nintendo, concentrado principalmente en los juegos de Nintendo Entertainment System (NES). Durante este tiempo, Rare creó juegos exitosos como Wizards & Warriors (1987), R.C. Pro-Am (1988) y Battletoads (1991). Se convirtió en un destacado desarrollador secundario de Nintendo, que llegó a poseer una gran participación minoritaria en la empresa, con el lanzamiento de Donkey Kong Country (1994). A lo largo de la década de 1990, comenzó a vender sus juegos con el nombre comercial «Rareware» y recibió reconocimiento internacional y elogios de la crítica por juegos como la serie Donkey Kong Country, Killer Instinct (1994), GoldenEye 007, Banjo-Kazooie (1998), Perfect Dark (2000) y Conker's Bad Fur Day (2001).
En 2002, Microsoft adquirió Rare, que conservó su marca, logotipo y la mayoría de las propiedades intelectuales originales. Desde entonces, Rare se ha centrado en desarrollar juegos exclusivamente para las consolas de videojuegos de Microsoft, incluidos Grabbed by the Ghoulies (2003), Kameo (2005), Perfect Dark Zero (2005) y Viva Piñata (2006). En 2007, los Stamper dejaron Rare para buscar otras oportunidades y, en 2010, el enfoque de la compañía cambió al Xbox Live Avatar y al Kinect, lanzando tres juegos de Kinect Sports. En 2015, Rare desarrolló Rare Replay, una compilación exclusiva de Xbox One que contiene 30 de sus juegos para celebrar su 30 aniversario. El juego más reciente de Rare, Sea of Thieves, se lanzó en 2018.
Varios exempleados de Rare han formado sus propias empresas, como Free Radical Design, más conocida por producir la serie TimeSplitters, y Playtonic Games, más conocida por Yooka-Laylee (2017). Rare es ampliamente reconocido por la industria del juego y ha recibido numerosos elogios de críticos y periodistas. Rare también es conocido como un estudio reservado y aislado. Varios juegos de Rare, como Donkey Kong Country y GoldenEye 007, han sido citados entre los juegos más grandes e influyentes de todos los tiempos, aunque algunos fanáticos y ex empleados han criticado la producción de la compañía bajo Microsoft.

## Historia
Tim Stamper recibe de regalo un computador personal en su infancia y le propone a su hermano, Chris Stamper crear su propio juego por computadora. Tras un duro esfuerzo logran crear su primer videojuego al que llamaron Jetpac. Este juego lo lanzan para el Sinclair ZX Spectrum, logrando un rotundo éxito en Europa. 
El éxito comercial de Jetpac llevó a los hermanos Stamper a continuar con su naciente carrera en los videojuegos; ambos fundan en 1982 la compañía Ashby Computer Graphics. Bajo el nombre comercial de Ultimate Play The Game, desarrollan juegos de altísima calidad para la época para plataformas de 8 bits como ZX Spectrum y Commodore 64. Juegos como Tranz Am, Lunar Jetman, Atic Atac y Sabre Wulf son una clara referencia del enorme potencial que los hermanos Stamper tenían por aquel entonces. 
"Sabre Wulf" fue un gran éxito comercial y se convirtió en el juego más vendido de Spectrum, llegando a vender 350.000 unidades.
En 1984 sacan a la venta el juego Knight Lore. Este juego es considerado un hito en la historia de los videojuegos y frecuentemente considerado como el primer videojuego que incorpora la "perspectiva isométrica"  que nos permite no sólo movernos en tres dimensiones, sino también interaccionar con objetos repartidos en el escenario. Este videojuego fue catalogado, por parte de diferentes críticas, como juego del año en 1985.

### Nuevos rumbos
En 1985, Ultimate se encuentra en severos problemas financieros, lo que obliga a los hermanos Stamper a vender la casi totalidad de la compañía a U.S. Gold en 1985. Esto los lleva a formar una nueva compañía, la cual llaman "RARE".
A pesar de ya no estar con Ultimate, con los pocos derechos sobre ésta, Tim y Chris lanzan al mercado algunos juegos que les ayudarían a recuperarse económicamente y en 1988, con su nueva compañía Rare, compran todos los derechos de Ultimate a U.S Gold. Desde aquel entonces, todos los títulos creados por Tim y Chris llegarían al mercado bajo el nombre de Rare.
En 1986 se interesan por la empresa japonesa Nintendo y en el mismo año sacan su primer título para la nueva compañía, llamado Slalom para la Nintendo Entertainment System. desde entonces, los hermanos Stamper desarrollaron cerca de 20 títulos para la NES, pero el juego que sobresalió del resto fue Snake Rattle 'n' Roll. Este videojuego demostraba las verdaderas capacidades gráficas de la consola de Nintendo, capacidades que solo ellos pudieron ver y demostrar con este título. Este juego es considerado una de las obras maestras de Rare, Battletoads, considerado como uno de los juegos más difíciles en la historia de los videojuegos, considerado uno de los mejores beat' em up de la historia y el juego más conocido de Rare en la NES.

### Auge y reconocimiento
En 1994 Nintendo compra el 49% de los derechos de Rare, y esta pasa a ser una desarrolladora second-party de Nintendo. Desde ese instante, los títulos desarrollados por Tim y Chris Stamper llegarían bajo la marca de "Rareware". 
Sus primeros videojuegos desarrollados bajo este nombre fueron Donkey Kong Country en diciembre de 1994 para la consola de sobremesa Super Nintendo Entertainment System y Killer Instinct, el cual la crítica lo nominó para mejor juego del año. 
El juego Donkey Kong Country se lleva de inmediato grandes elogios por parte de la crítica debido principalmente a sus gráficos pre-renderizados, dando la sensación de ser en 3 dimensiones cuando la SNES es una consola desarrollada para 2D. Esto fue una tendencia muy común en los hermanos Stamper, de elaborar videojuegos que no se creían posibles para la época y siempre demostrando capacidades de la consola que ningún otra desarrolladora podía ver.
Nintendo les da licencia y total libertad a los hermanos Stamper para crear nuevos personajes y en diciembre de 1995 lanzan Donkey Kong Country 2: Diddy's Kong Quest y un año más tarde lanzan Donkey Kong Country 3, recibiendo grandes elogios de la crítica y numerosos premios. Estos juegos son considerados imprescindibles en el catálogo de la SNES.
A partir del 2010, los personajes y diseños de estos juegos han sido secuenciados por Retro Studios en un juego para Wii, llamado Donkey Kong Country Returns,y nuevamente en 2014, con Donkey Kong Country: Tropical Freeze para Wii U.

### Consagración y éxito mundial
En 1996 llega la sucesora de la SNES, Nintendo 64 y los hermanos Stamper empiezan a desarrollar nuevos títulos para la nueva consola. Publican en marzo de 1997 su primer videojuego para la N64 llamado Blast Corps, un juego con un concepto y un desarrollo distinto a lo que venía desarrollando la empresa, por lo que tuvo un éxito modesto en ventas comparado con sus anteriores títulos de la etapa Super Nintendo. 
En agosto de ese año, lanzan al mercado el juego que sería considerado con el paso del tiempo como la obra maestra de Rareware: GoldenEye 007. Este videojuego, inspirado y basado en la película de James Bond GoldenEye, revolucionaría el mundo de los videojuegos de disparos en primera persona, debido a que incorporó una serie de elementos que sentarían las bases para todos los videojuegos del género que se harían después. Su modo multijugador es quizás el más revolucionario y famoso que ha aparecido en cualquier videojuego para cualquier videoconsola.
En noviembre de 1997 publican Diddy Kong Racing, el cual se estima que se vendieron 800 000 copias en las dos semanas anteriores a la Navidad de 1997, convirtiéndose así en juego más rápidamente vendido por aquel entonces según el Libro Guinness de los Récords. 
A finales de 1997, algunos miembros que trabajaron como piezas clave en GoldenEye dejaron Rare en 1998 para fundar su propia empresa, Free Radical Design. 
Por aquel entonces había un proyecto truncado llamado "Dream" que iban a terminar desde los tiempos de la Super Nintendo pero que por las limitaciones de la consola no se logró. Sin embargo, en 1997 Tim Stamper anunció que "Dream" estaba desarrollándose para la N64 y en 1998, salió a la venta, pero bajo un concepto distinto. Con el tiempo se sabría que la Nintendo 64 no podía correr fluidamente el proyecto Dream como inicialmente se tenía planeado, sin embargo, no se desecharon todas las ideas de este proyecto y se utilizó un personaje que en DREAM no era el principal, Banjo, pero bajo el nombre de Banjo-Kazooie recibía la mayor parte del protagonismo. Este título recibió muy buenas críticas, debido a sus amplios escenarios, su apartado gráfico, banda sonora y su jugabilidad, que tomaba conceptos de Super Mario 64 combinando escenarios muy amplios, movimientos que involucraban a los dos protagonistas y más ítems ocultos. También estuvo nominado a mejor juego del año. El juego guarda una similitud con un superclásico de la N64: Super Mario 64.
Llega 1999 y Rareware publicó otros títulos que ya tenían tiempo en fase de desarrollo. En septiembre de ese año lanza Jet Force Gemini y en octubre Donkey Kong 64. Jet Force Gemini (JFG) era una aventura con dosis de videojuego de disparos que recibió buenas críticas por los medios especializados pero no al nivel de sus últimos trabajos, sería especialmente criticado por su alta dificultad y escasa originalidad, si bien gráficamente utilizaba efectos gráficos poco utilizados en el Nintendo 64. Mientras, Donkey Kong demostraba las capacidades de Rare para adaptar a Donkey Kong de 2D a las 3D, llevando el concepto de Banjo Kazzoie a otro nivel, con mayor cantidad de ítems por recolectar y 5 personajes protagonistas. El juego tendría un entorno gráfico más complejo que Banjo Kazooie, con escenarios más extensos y un mayor uso de texturas y efectos de luz. Si bien Donkey Kong 64 fue el primer videojuego de Nintendo 64 en usar obligatoriamente el Expansion Pak, fue debido a un bug que Rareware no pudo solucionar que su uso fue obligatorio.

### Nuevo milenio y adquisición por Microsoft
En el año 2000 Rare publica el juego considerado la «secuela espiritual» de GoldenEye 007: Perfect Dark, alabado nuevamente por la crítica. En este juego el personaje se mueve idénticamente como en GoldenEye 007 pero hay cosas que destacan, por ejemplo los gráficos, la banda sonora, los diversos modos de juego y variedad de armas. 
Más tarde llegaría otra secuela llamada Banjo-Tooie, nuevamente Tim y Chris cosechan elogios y grandes críticas, aunque no logró superar en ventas ni calificaciones a su antecesor.
A principios del nuevo milenio, Rare esperaba que Nintendo comprara las acciones restantes de la compañía, sin embargo no fue así, y los hermanos Stamper quedaron sorprendidos de que Nintendo no comprara directamente al estudio. Como consecuencia, Rare empezaría a buscar nuevos compradores potenciales, y fue así como empleados de Activision y Microsoft visitaron las oficinas de Rare con ofertas de compra.
A principios de 2001, Rare lanza el polémico Conker's Bad Fur Day, un título que sería considerado como el videojuego con mejores gráficos para la Nintendo 64. Nuevamente Tim se lleva grandes elogios, sin embargo serían los últimos que recibiría en su época en que trabajaba con Nintendo. Por ser publicado al final de ciclo de vida de la N64, Conker no vende bien, lo que los lleva a una crisis financiera y empiezan a tener ciertos problemas con Nintendo. El último videojuego desarrollado por Rareware para una consola de sobremesa de Nintendo fue Star Fox Adventures para la GameCube. 
En septiembre de 2002 los hermanos Stamper vendieron el 51% de las acciones de la empresa a Microsoft, por la suma de 375 millones de dólares. Enseguida, Nintendo vendió el 49% de las acciones que poseía sobre la compañía. Rare pasó entonces a desarrollar juegos exclusivamente para las consolas de Microsoft. Las propiedades creadas por Rare, incluyendo Banjo y Conker fueron mantenidas por Rare y también pasaron a propiedad de Microsoft Game Studios. Mientras que Donkey Kong y StarFox permanecieron en manos de Nintendo ya que estas propiedades son creación de dicha compañía. 
Entre el 2000 y el final de la venta de Rare a Microsoft más de 50 empleados dejaron la empresa. Otros 30 abandonaron sus empleos poco tiempo después. El primer juego de Rare para Xbox se llamó Grabbed by the Ghoulies. No obtuvo el éxito esperado y tuvo un bajo índice de ventas. Un factor que afectó a Rare después de la compra fue que Microsoft trabajaba de forma diferente a la de Nintendo y la propia Rare.
En julio de 2005 Rare confirmó que desarrollaría juegos para la videoconsola portátil Nintendo DS, ya que Microsoft no tiene rivalidad con Nintendo en portátiles.
Desde 2005 Rare ha estado desarrollando juegos para la consola de Microsoft en exclusiva tales como Conker, Viva Piñata: Trouble in Paradise, Kameo y trabajó en parte de desarrollo del periférico de Microsoft, Kinect.
En 2007 Chris y Tim Stamper abandonaron la empresa para "encontrar nuevas y mejores oportunidades".
En 2013 regresó el videojuego Killer Instinct añadiendo personajes por temporada siendo un gran éxito para la Xbox One
Con la nueva generación, las malas decisiones tanto de Rare y Microsoft, y sin varios de sus grandes empleados de antaño, Rare ha mantenido un perfil bajo. Poco después del lanzamiento de Xbox One, en 2014, Microsoft publicó su videojuego Kinect Sports Rivals, el cual resultó un fracaso en ventas y originó varios despidos en el estudio. Un año después, en agosto de 2015, se publicó el recopilatorio Rare Replay, que llevó a Xbox One 30 títulos que recorren la historia de Rare desde Spectrum a Xbox 360. Su recepción fue mucho más positiva. En noviembre del mismo año, una actualización del firmware de Xbox One incorporó la posibilidad de jugar a algunos juegos de Xbox 360 en la nueva máquina, lo que incluyó todo el catálogo de Rare para la anterior consola.
El próximo juego de Rare se publicó en marzo de 2018 en Xbox One; se trata de Sea of Thieves, anunciado en la E3 2015, una aventura multijugador en línea con temática pirata. El 20 de marzo de 2018 se lanzó oficialmente el juego obteniendo calificaciones mixtas por parte de la prensa y de los consumidores. Con el correr de los años han sacado actualizaciones mensuales las cuales fueron muy bien recibidas por el público, siendo un juego totalmente diferente desde su lanzamiento. En 2020 lanzan el juego en Steam, alcanzando el récord histórico de jugadores al mismo tiempo en su juego, siendo de 29.454 jugadores simultáneos.
El 14 de noviembre del año 2019 durante el evento de X019 organizado en Londres, Reino Unido, se presentó una nueva IP de Rare con el nombre de Everwild, un juego de aventuras con una jugabilidad en tercera persona.

## Videojuegos desarrollados
Rare ha desarrollado un gran número de videojuegos desde su fundación, cuyas ventas conjuntas rondaban los 90 millones de copias vendidas en 2002, cuando Microsoft compró a la compañía. Rare es principalmente conocida por sus juegos de plataformas, que incluyen los de las sagas Donkey Kong Country, Banjo-Kazooie, y Conker, y por sus juegos de disparos en primera persona como GoldenEye 007 o Perfect Dark. Rare nunca se adhirió a un género de videojuegos en específico, ya que Rare también desarrolló juegos de acción y aventura como Star Fox Adventures o Kameo: Elements of Power; juegos de pelea como Killer Instinct; juegos de carreras como R.C. Pro-Am y Diddy Kong Racing, y juegos del género beat 'em up-shoot 'em como Battletoads y Captain Skyhawk. Desde que Rare ha estado asociada con un fabricante de consolas (ya sea Nintendo o Microsoft), la mayoría de sus juegos han sido desarrollados para una plataforma en particular.[cita requerida] Desde el E3 de 2015, Rare ha estado trabajando en Sea of Thieves, un juego sandbox de mundo abierto con temática de piratas para Xbox One y Windows 10.
Los proyectos cancelados de la compañía incluyen: Dream: Land of Giants, que se convirtió en Banjo-Kazooie; Perfect Dark Core, la primera secuela planeada para Perfect Dark; Black Widow, un juego de mundo abierto que llevaba a los jugadores a controlar un robot de ocho piernas; Sundown, que destacaría un modo de supervivencia con hordas; The Fast And The Furriest, un juego de carreras con mascotas y sucesor espiritual de Diddy Kong Racing; Tailwind, un juego de acción que destacaría helicópteros; Urchin, un juego de estilo Fable cuyo desarrollo empezó tras completarse Conker: Live & Reloaded; Ordinary Joe: Savannah, un juego que empelaría el sistema Kinect; los equivalentes para Kinect de Wii Fit y Profesor Layton; Donkey Kong Racing, una secuela de Diddy Kong Racing; Conker's Other Bad Day, una secuela directa planteada para Bad Fur Day, la versión para consola de Battletoads Arcade, y una secuela de Kameo: Elements of Power.